# Konzumerizam
Konzumerizam je pojam kojim se opisuje kao  prema kojemu sreća nekog pojedinca ovisi o konzumaciji dobara i usluga, odnosno posjedovanju materijalnih dobara. Odnosi se na pretjeranu težnju za posjedovanjem i kupnjom stvari.
U ekonomskoj znanosti, konzumerizam predstavlja ekonomske politike, kojima je cilj potaknuti potrošnju, odnosno stav prema kojem slobodan izbor potrošača treba diktirati ekonomsku strukturu društva.
Konzumerizam je također organizirani pokret građana i vladinih agencija s ciljem zaštite potrošača, unapređenja prava i snage potrošača u odnosu prema prodavačima. Ralph Nader je dao najveći doprinos razvoju konzumerizma kao pokreta zaštite potrošača.
Papa Benedikt XVI. bio je jedan od najvećih kritičara konzumerizma. Tako je uoči Božića 2008. godine izjavio: "Pod utjecajem hedonističkog konzumerizma, nažalost, Božiću prijeti opasnost da izgubi svoj duhovni smisao i pretvori se u prigodu za kupnju i razmjenu darova zbog koje trgovci zadovoljno trljaju ruke!"
Uspon konzumerizma počeo je početkom 1960-ih u SAD-u, a vrhunac je imao prije ekonomske krize u 2010.-tima. Glavna mjesta konzumerizma su trgovački centri. Proizvođači dobara nastoje potaknuti povećanu kupovinu korištenjem marketinga, reklamom proizvoda, u čemu veliku ulogu imaju mediji. Uspjeh konzumerizma temelji se na uvjerenju, da roba daje značenje pojedincima i njihovim ulogama u društvu. Globalizacija je pospješila razvoj konzumerizma, koji je pridonio većoj konkurenciji, kvaliteti i ponudi proizvoda, ali i dehumanizaciji društva. Mnoge stvari koje ljudi kupuju služe kao umjetni oblik sigurnosti te mnogi svoju vrijednost vežu uz stvari koje kupuju. Rast bruto društvenog proizvoda nameće se kao glavno mjerilo ekonomskog stanja neke zemlje pa se na sve načine nastoji potaknuti potrošnja, a time potrošački mentalitet, konzumistička filozofija, kao način života koji se zadovoljava gomilanjem nepotrebnih materijalnih dobara.
Andy Warhol javno je slavio američki konzumerizam u svojim ponavljajućim segmentima prizora ikona popularne kulture (Campbell juhe, Marilyn Monroe ili Elvis Presleya).